# In persona episcopi
In persona episcopi (letterlijk: 'in de persoon van de bisschop') is een Latijnse term die door de Rooms-Katholieke Kerk wordt gebruikt om het samengaan van twee (of meer) bisdommen aan te duiden. Zoals de vertaling aangeeft gaat het hier om verschillende bisdommen die onder leiding van dezelfde bisschop staan. De samenwerking gaat niet zover als bij het Aeque principaliter. De verschillende bisdommen behouden hun eigen organisatiestructuur. Het In persona episcopi is vaak wel een stadium voorafgaand aan het Aeque principaliter.

## Voorbeelden
- Bisdom Fossano en bisdom Cuneo (Italië)
- Bisdom Moosonee en bisdom Hearst (Canada)
- Bisdom Huesca en bisdom Jaca (Spanje)